# 辻英雄
辻 英雄（つじ ひでお、1919年7月8日 - 2005年11月29日）は、日本の官僚、政治家。自由民主党衆議院議員。

## 来歴・人物
神奈川県に生まれる。1937年福岡県中学修猷館、1940年第一高等学校文科甲類を経て、1943年東京帝国大学法学部政治学科を卒業。同年、高等文官試験行政科に合格し、内務省に入省。地方局属。
戦後、内務省解体後、1947年労働省に移り、技能課長、賃金調査課長、監督課長、法規課長、組合課長、官房総務課長、1962年賃金部長、1966年官房長を歴任し、1967年福岡県副知事に就任。1971年に労働省を退官。
1976年、第34回衆議院議員総選挙に、自民党公認で旧福岡1区から立候補し衆議院議員に当選、以後当選4回（当選同期に愛知和男・鳩山邦夫・中村喜四郎・中島衛・西田司・池田行彦・堀内光雄・相澤英之・津島雄二・鹿野道彦・塚原俊平・中西啓介・与謝野馨・渡辺秀央・中川秀直・甘利正など）。三木→河本派に所属し、鈴木善幸内閣外務政務次官、第1次中曽根内閣経済企画政務次官、衆議院環境委員長を歴任するが、1986年の第38回衆議院議員総選挙には立候補せず、政界を引退。1981年10月から1995年10月まで西日本短期大学理事長も務めた。
2005年11月29日死去。享年86。

## 栄典
- 1989年 - 勲二等瑞宝章受章[7]